# Черепні
Че́репні (Craniata) — підтип хордових тварин, що містить хребетних тварин (Vertebrata) і міксин (Myxini), яких раніше відносили до Безщелепних. Група включає всіх тварин з черепами, ця ознака і дала назву групі.

## Класифікація
- підтип Черепні = Хребетні (Craniata = Vertebrata)
- Інфратип Безщелепні (Agnatha)

Клас Круглороті (Cyclostomata)
- Інфратип Міксини (Myxini)

Клас Міксини (Myxini)
- Інфратип Щелепнороті (Gnathostomata)

група класів Риби (Pisces)
Клас Панцирні риби (Placodermi)†
Клас Хрящові риби (Chondrichthyes)
Клас Акантоди (Acanthodei)†
Клас Променепері (Actinopterygii)
надклас Хоанові (Choanata)
Клас Лопатепері (Sarcopterygii)
Надклас Чотириногі (Tetrapoda)
Клас Земноводні (Amphibia)
Надклас Амніоти (Amniota)
Клас Плазуни (Reptilia)
Клас Птахи (Aves)
Клас Синапсиди (Synapsida)
Клас Ссавці (Mammalia)